# شهرستان پوپ (آرکانزاس)
شهرستان پوپ، آرکانزاس (به انگلیسی: Pope County, Arkansas) شهرستانی در ایالات متحده آمریکا است که در آرکانزاس واقع شده‌است.

## خصوصیات
شهرستان پوپ ۲٬۱۵۲٫۲۹ کیلومترمربع مساحت دارد.